# NICN1
NICN1 (англ. Nicolin 1) – білок, який кодується однойменним геном, розташованим у людей на 3-й хромосомі. Довжина поліпептидного ланцюга білка становить 213 амінокислот, а молекулярна маса — 24 202.
| 10         |  | 20         |  | 30         |  | 40         |  | 50         |
| ---------- |  | ---------- |  | ---------- |  | ---------- |  | ---------- |
| MSRVLVPCHV |  | KGSVALQVGD |  | VRTSQGRPGV |  | LVIDVTFPSV |  | APFELQEITF |
| KNYYTAFLSI |  | RVRQYTSAHT |  | PAKWVTCLRD |  | YCLMPDPHSE |  | EGAQEYVSLF |
| KHQMLCDMAR |  | ISELRLILRQ |  | PSPLWLSFTV |  | EELQIYQQGP |  | KSPSVTFPKW |
| LSHPVPCEQP |  | ALLREGLPDP |  | SRVSSEVQQM |  | WALTEMIRAS |  | HTSARIGRFD |
| VDGCYDLNLL |  | SYT        |  |            |  |            |  |            |

A: Аланін

C: Цистеїн

D: Аспарагінова кислота

E: Глутамінова кислота

F: Фенілаланін

G: Гліцин

H: Гістидин

I: Ізолейцин

K: Лізин

L: Лейцин

M: Метіонін

N: Аспарагін

P: Пролін

Q: Глутамін

R: Аргінін

S: Серин

T: Треонін

V: Валін

W: Триптофан

Задіяний у такому біологічному процесі, як альтернативний сплайсинг. 
Локалізований у ядрі.